# Дятловка (Свердловская область)
Дятловка — деревня в Тавдинском городском округе Свердловской области. Входит в состав Крутинского сельсовета.

## География
Деревня находится в восточной части области, в среднем течении реки Большая Ошмарка (Ошмарка), на расстоянии 23 километров к северо-западу от города Тавда.
Абсолютная высота — 83 метра над уровнем моря.

## Население
| 2002 | 2010 | 2021 |
| ---- | ---- | ---- |
| 17   | ↘4   | ↘2   |

Согласно результатам переписи 2002 года, в национальной структуре населения русские составляли 94 % из 17 чел.

## Экономика
На территории деревни ведут деятельность предприниматели, занимающиеся заготовкой древесины, крестьянское (фермерское) хозяйство, занимающееся пчеловодством.

## Улицы
Уличная сеть деревни состоит из одной улицы (ул. Сельская).